# Вільмор-сюр-Ванн
Вільмо́р-сюр-Ванн (фр. Villemaur-sur-Vanne) — колишній муніципалітет у Франції, у регіоні Гранд-Ест, департамент Об. Населення — 501 осіб (2011).
Муніципалітет був розташований на відстані близько 125 км на південний схід від Парижа, 95 км на південний захід від Шалон-ан-Шампань, 26 км на захід від Труа.

## Історія
До 2015 року муніципалітет перебував у складі регіону Шампань-Арденни. Від 1 січня 2016 року належав до нового об'єднаного регіону Гранд-Ест.
1 січня 2016 року Вільмор-сюр-Ванн, Екс-ан-От i Палі було об'єднано в новий муніципалітет Екс-Вільмор-Палі.

## Демографія
Динаміка населення (INSEE ):
Розподіл населення за віком та статтю (2006):
| Стать | Всього | До 15 років | 15-24 | 25-44 | 45-64 | 65-85 | Понад 85 |
| --- | ------ | ----------- | ----- | ----- | ----- | ----- | -------- |
| Чоловіки | 230    | 54          | 4     | 82    | 62    | 24    | 4        |
| Жінки | 239    | 59          | 12    | 73    | 59    | 36    | 0        |
| \| Статево-вікова піраміда \| Статево-вікова піраміда \| Статево-вікова піраміда \| \| ----------------------- \| ----------------------- \| ----------------------- \| \| Чоловіки \| Вік \| Жінки \| \| 4 \| 85 + \| 0 \| \| 0 \| 80-84 \| 4 \| \| 12 \| 75-79 \| 16 \| \| 4 \| 70-74 \| 4 \| \| 8 \| 65-69 \| 12 \| \| 8 \| 60-64 \| 4 \| \| 23 \| 55-59 \| 12 \| \| 12 \| 50-54 \| 27 \| \| 19 \| 45-49 \| 16 \| \| 35 \| 40-44 \| 19 \| \| 12 \| 35-39 \| 16 \| \| 27 \| 30-34 \| 19 \| \| 8 \| 25-29 \| 19 \| \| 4 \| 20-24 \| 0 \| \| 0 \| 15-20 \| 12 \| \| 8 \| 10-14 \| 16 \| \| 19 \| 5-9 \| 12 \| \| 27 \| 0-4 \| 31 \| |        |             |       |       |       |       |          |
| Статево-вікова піраміда |        |             |       |       |       |       |          |
| Чоловіки | Вік    | Жінки       |       |       |       |       |          |
| 4 | 85 +   | 0           |       |       |       |       |          |
| 0 | 80-84  | 4           |       |       |       |       |          |
| 12 | 75-79  | 16          |       |       |       |       |          |
| 4 | 70-74  | 4           |       |       |       |       |          |
| 8 | 65-69  | 12          |       |       |       |       |          |
| 8 | 60-64  | 4           |       |       |       |       |          |
| 23 | 55-59  | 12          |       |       |       |       |          |
| 12 | 50-54  | 27          |       |       |       |       |          |
| 19 | 45-49  | 16          |       |       |       |       |          |
| 35 | 40-44  | 19          |       |       |       |       |          |
| 12 | 35-39  | 16          |       |       |       |       |          |
| 27 | 30-34  | 19          |       |       |       |       |          |
| 8 | 25-29  | 19          |       |       |       |       |          |
| 4 | 20-24  | 0           |       |       |       |       |          |
| 0 | 15-20  | 12          |       |       |       |       |          |
| 8 | 10-14  | 16          |       |       |       |       |          |
| 19 | 5-9    | 12          |       |       |       |       |          |
| 27 | 0-4    | 31          |       |       |       |       |          |

## Економіка
2010 року серед 306 осіб працездатного віку (15—64 років) 230 були активними, 76 — неактивними (показник активності 75,2%, у 1999 році було 67,8%). З 230 активних мешканців працювало 213 осіб (110 чоловіків та 103 жінки), безробітними було 17 (8 чоловіків та 9 жінок). Серед 76 неактивних 20 осіб було учнями чи студентами, 31 — пенсіонерами, 25 були неактивними з інших причин.

У 2010 році в муніципалітеті числилось 219 оподаткованих домогосподарств, у яких проживали 501,5 особи, медіана доходів виносила 17 165 євро на одного особоспоживача